# Zagórze (Kielce)

Dzielnice i osiedla Kielc, Zagórze znajduje się na mapie między nr 41 a 42

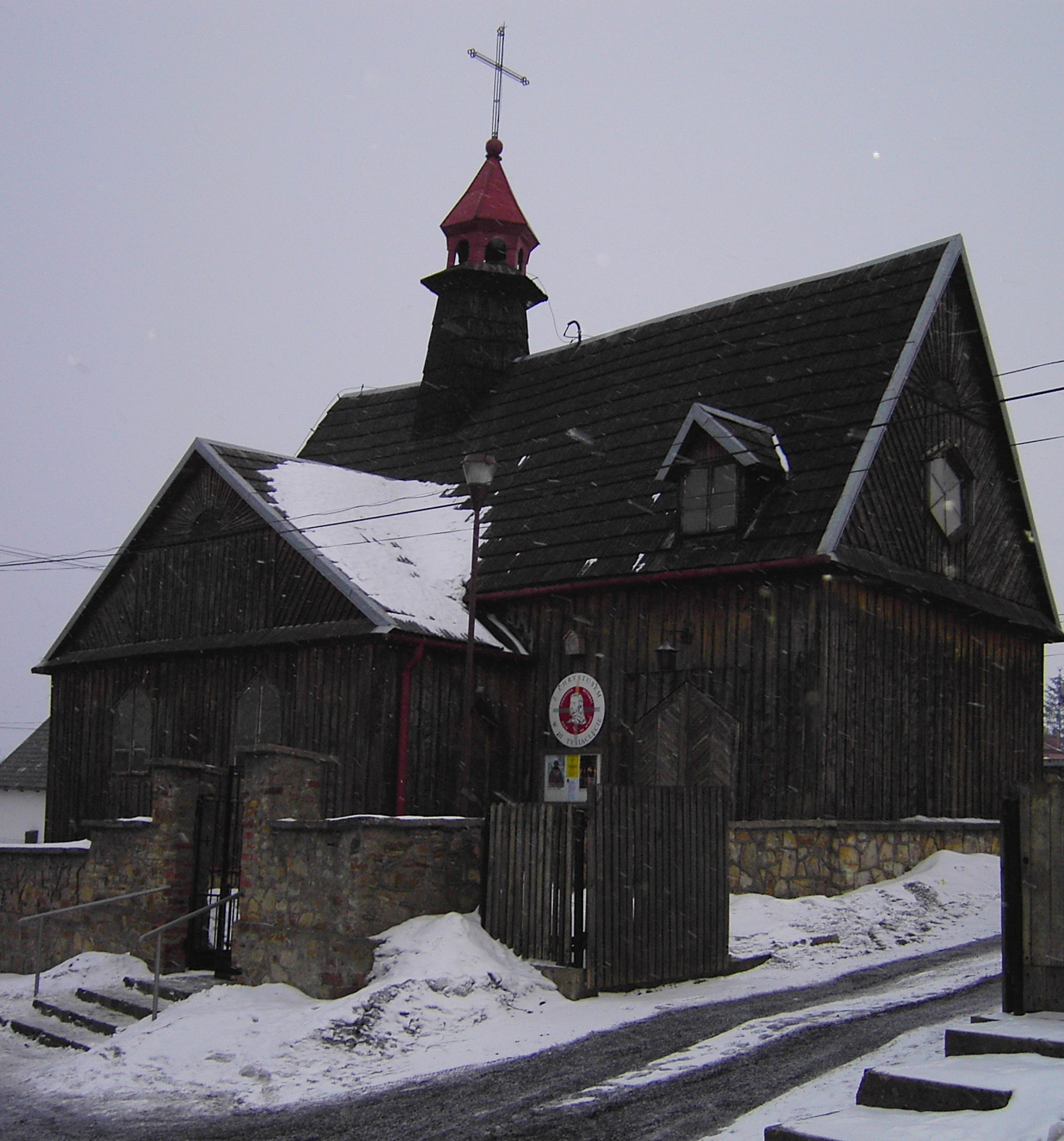
Kościół pw. Wniebowzięcia Najświętszej Maryi Panny w Zagórzu

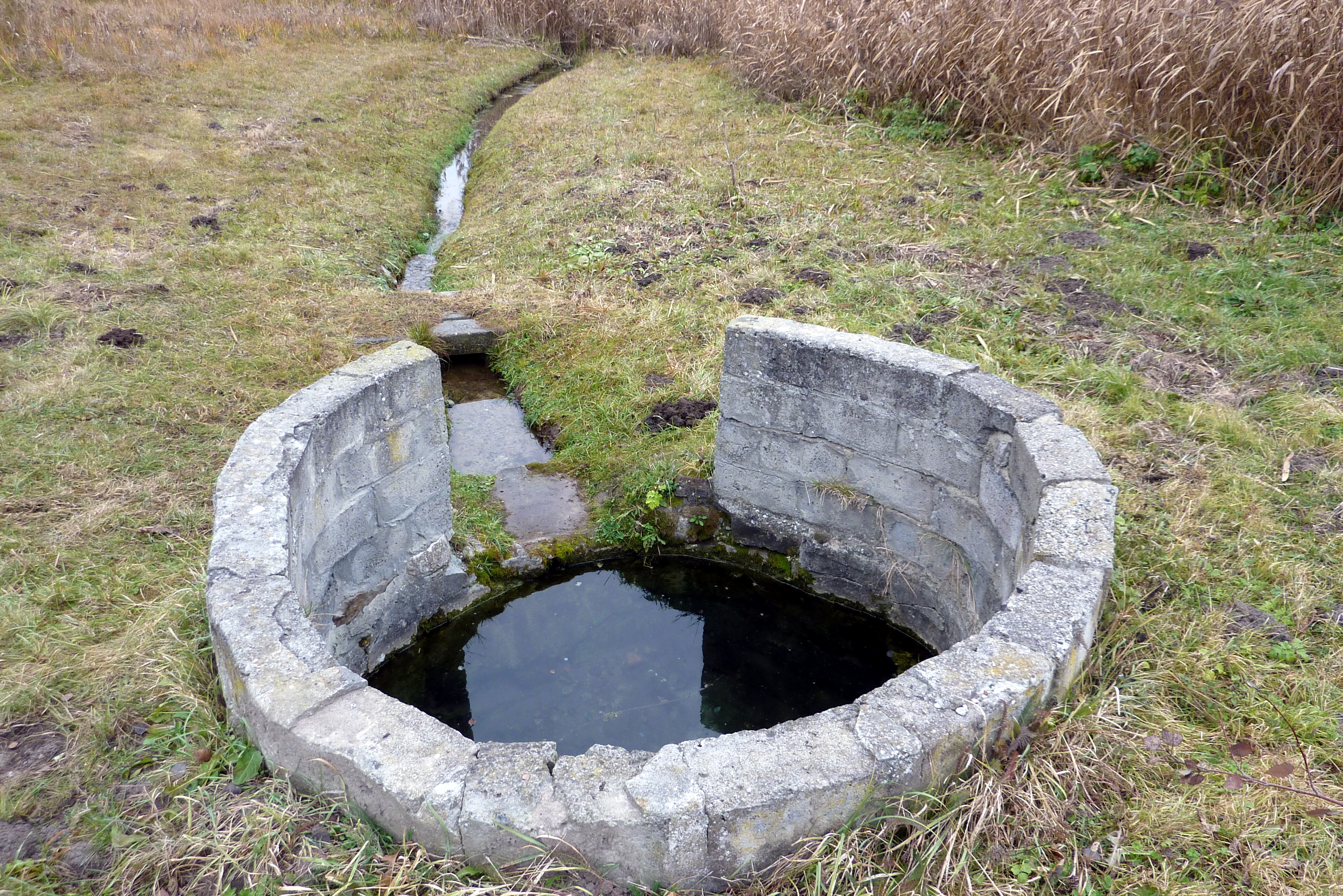
Źródełko w Zagórzu

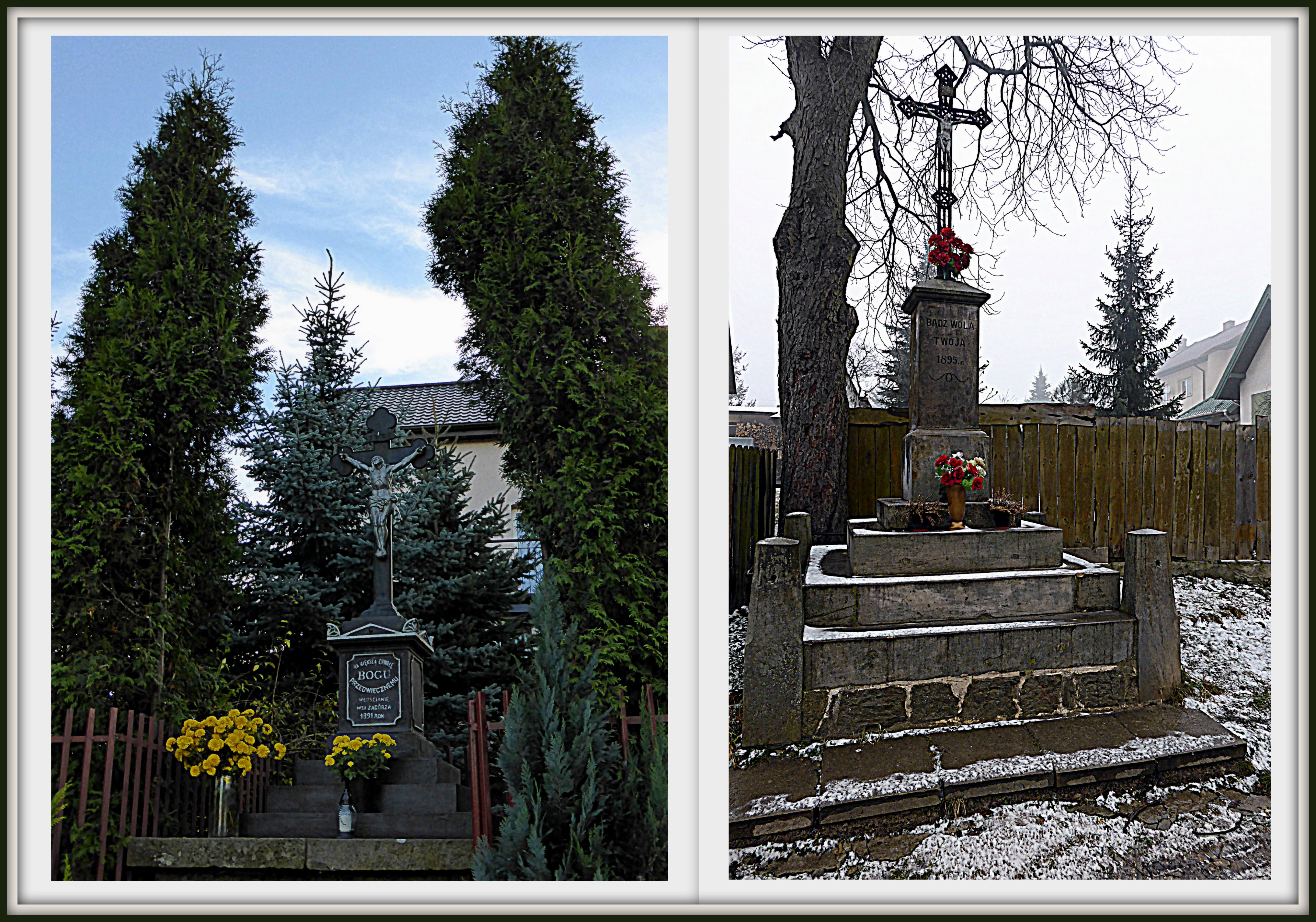
Krzyże przydrożne w Zagórzu Górnym

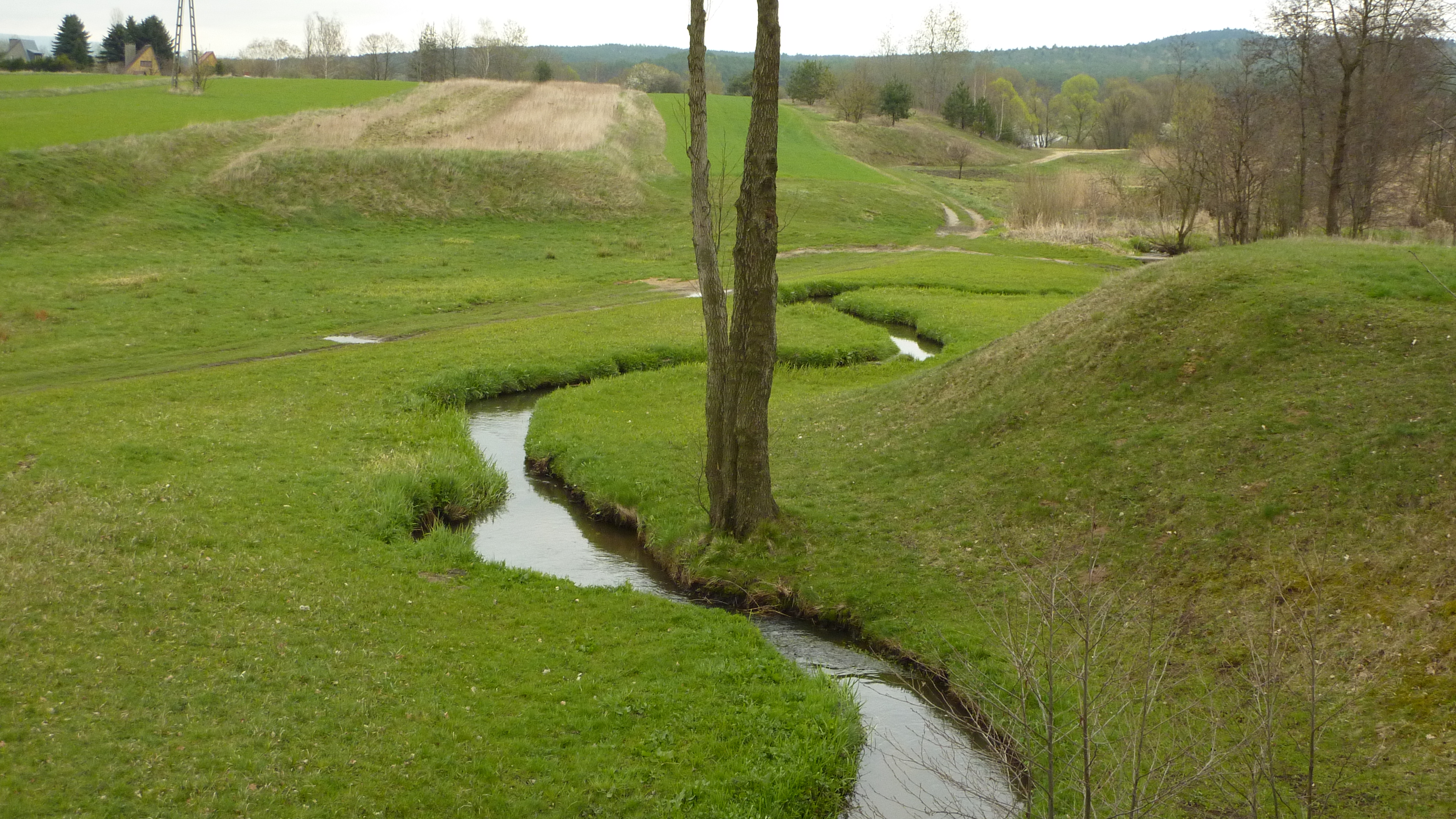
Rzeczka Zagórka

Zagórze – część Kielc położona we wschodniej części miasta.

## Historia
Początki Zagórza sięgają XI w. Od 1084 r. stanowiło podstawę uposażenia Kościoła św. Wojciecha w Kielcach. Po wybudowaniu kieleckiej kolegiaty, przeniesieniu do niej parafii św. Wojciecha oraz założeniu kapituły około 1213 r.wieś Zagórze przydzielono prałatowi scholastykowi na  prowadzenie szkoły. Już od 1271 r. znane jest funkcjonowanie starej "drogi publicznej" z Kielc do Krakowa, która wówczas przechodziła przez Zagórze. W 1405 r. prałat scholastyk kielecki Piotr za zgodą kapituły kieleckiej sprzedał sołectwo w Zagórzu kmieciowi Janowi Czostkowi. W 1426 r. król Władysław Jagiełło dekretem wydanym w Sandomierzu przenosi całą wieś Zagórze z prawa polskiego na niemieckie (magdeburskie). Mieszkańcy wówczas podlegali sołtysowi, który był zależnym od scholastyków. Wszystkie sprawy kryminalne i gardłowe (sprawa pociągająca za sobą karę śmierci) sołtys sądził wykonując wyroki zatwierdzane przez prałata scholastyka. Sołtys miał prawo karania śmiercią złoczyńców, którą według tradycji ludu karę tę skazani ponosili na szubienicy, którą w Zagórzu niekiedy malowano dla okazania skazanemu mniejszej pogardy. W połowie XV w. Zagórze stanowiące pierwotnie uposażenie plebana kieleckiego, przeszło następnie na własność scholastyków kieleckich. Mieli oni tu swój dwór, folwark trzypolowy, pasieki, łąki i dwie sadzawki. Według danych z XVI wieku Zagórze należało wtedy do scholasterii kieleckiej. W 1827 roku było 42 domów oraz 273 mieszkańców. W 1921 roku było 98 domów oraz 585 mieszkańców. 
We wrześniu 1871 roku pożar zniszczył wszystkie budynki dworskie we wsi.
W roku 1918 wieś Zagórze przyłączono do parafii św. Wojciecha w Kielcach (wcześniej należała do parafii katedralnej) a od 1982 r. do nowo utworzonej parafii Mójcza-Zagórze.
Do 1954 roku administracyjnie należało do gminy Dyminy. W latach 1954–1972 do Gromady Zagórze siedzibą GRN w Zagórzu.
W latach 1973–1976 do gminy Suków. 
W połowie października 1979 roku Zagórze zostało przyłączone do Kielc z gminy Masłów.

## Pochodzenie nazwy i podział Zagórza
Nazwę Zagórze nadali zapewne ludzie wcześniej osiedleni w Kielcach, bowiem w kierunku Kielc w tamtym czasie tylko Zagórze było położone za górą. Jest to nazwa topograficzna, wskazująca na usytuowanie w terenie. Natomiast człon Dworskie informuje o dawnej przynależności do dworu, a człon Górne wskazuje, że ta część położona jest wyżej od pozostałych.
Zagórze dzieli się na cztery części:
- Zagórze
- Zagórze Dworskie
- Zagórze Górne
- Zagórze – Zastawie[2]

Główne ulice to Zagórska, Prosta i Prochownia.

## Zabytki
Na terenie Zagórza znajduje się drewniany zabytkowy Kościół pw. Wniebowzięcia Najświętszej Maryi Panny (pierwotnie pw. MB Częstochowskiej) z 1865 r. fundacji ks. Józefa Ćwiklińskiego, należący do parafii pw. Matki Bożej Częstochowskiej w Mójczy. Wcześniej była to kaplica którą rozbudowano w 1982 r. o aneks, przebudowano również wnętrze. Obok usytuowana jest dzwonnica murowana, piętrowa z 1990 r.. Kościół został wpisany do rejestru zabytków nieruchomych (nr rej.: A.404 z 15.01.1957 i z 28.10.1971).
Na ul. Prostej znajdują się 2 żeliwne krzyże przydrożne z 1891 i 1895 roku o walorach zabytkowych nie wpisane do rejestru zabytków.
Znajduje się tu także tu kilka stanowisk archeologicznych uznanych za pozostałości osad i śladów osadnictwa epoki kamienia, wczesnego średniowiecza IX-XII w., późnego średniowiecza,oraz okresu nowożytnego wpisanych do ewidencji zabytków.

## Turystyka
Z tutejszych wzgórz będących wschodnim zakończeniem Pasma Kadzielniańskiego można zobaczyć piękną panoramę Kielc i kilku pasm Gór Świętokrzyskich. Na wschodnim zboczu wzniesienia w okolicy kościoła w miejscu gdzie znajdował się kiedyś kamieniełom odsłonięte są wapienie z okresu dewonu. W pobliżu ulic Prostej i Prochowni na łące znajduje się źródełko i wypływający z niego mały strumyk. Drugie źródełko znajduje się tuż przy ul.Prochownia w rejonie skrzyżowania z ulicą Zagórską. Przez Zagórze-Zastawie w okolicy ul. Wikaryjskiej przepływa niewielka rzeczka Zagórka, która po południowej stronie przepustu drogowego pod ul. Prostą ma urokliwy kręty przebieg, jest to równocześnie tym miejscu naturalna granica Kielc z gminą Daleszyce. W pobliżu znajduje się również zalew Mójcza. 
Nieopodal Zagórza Górnego znajduje się dawny kamieniołom, obecnie rezerwat przyrody Wietrznia im. Zbigniewa Rubinowskiego, na którego terenie zlokalizowane jest Centrum Geoedukacji.

### Szlaki
Przez Zagórze przebiega:
- Żółty szlak spacerowy wokół Kielc
- Świętokrzyski Szlak architektury drewnianej
- Skarbiec Świętokrzyski. Szlak architektury drewnianej i średniowiecznej
- Szlak rowerowy żółty "Miejsca Mocy" (pielgrzymkowy)
- Zielony szlak spacerowy wokół Kielc - szlak ten przechodzi tylko przez pola w okolicach Zagórza Górnego (ul. Daleszycką).

## Komunikacja miejska
Na Zagórze kursują następujące linie autobusowe komunikacji miejskiej w Kielcach:
- 14: Dworzec Autobusowy – Zagórska (pętla)[a]
- 21: Kruszelnickiego – Zagórze (pętla na ul. Prostej)
- 28: Jaworznia Szkoła – Zagórska (pętla) – Mójcza[b]
- 112: Os. Pod Dalnią (d. Szajnowicza-Iwanowa/Puscha[21]) – Zagórska (pętla)